# Cyber Sex
"Cyber Sex" é uma canção da rapper e cantora norte-americana Doja Cat, gravada para seu segundo álbum de estúdio, Hot Pink (2019). Escrita por Doja Cat, Yeti Beats e Lydia Asrat, a canção também foi produzida por Kool Kojak ao lado de Tizhimself. "Cyber Sex" foi lançada através da Kemosabe e RCA Records em 7 de novembro de 2019, como quarto single do álbum.
No vídeo musical, Doja Cat estrela como uma modelo de webcam que se torna engenheira e desenvolve geneticamente seu parceiro sexual ideal. A canção recebeu certificado de ouro pela Recording Industry Association of America no final de novembro de 2020.

## Antecedentes e lançamento
Doja Cat lançou seu segundo álbum de estúdio, Hot Pink, em 7 de novembro de 2019, através da Kemosabe e RCA Records. "Cyber Sex" foi lançada simultaneamente como o quarto single do álbum. A canção foi escrita por Gerard A. Powell II, Allan P. Grigg, Lydia Asrat e David Sprecher. Foi produzida por Kool Kojak e Tizhimself. Foi masterizada por Mike Bozzi e mixada por Jaycen Joshua. Um vídeo musical dirigido por Jack Begert foi lançado ao lado da canção.

## Apresentações ao vivo
Doja Cat foi uma convidada musical na 37.ª cerimônia anual do AVN Awards em 25 de janeiro de 2020, onde ela cantou "Cyber Sex" e "Juicy".

## Créditos e pessoal
Todo o processo de elaboração de "Cyber Sex" atribui os seguintes créditos:
Gravação
- Gravada nos The Hive & Gold Diggers’ Studios (Los Angeles, Califórnia)
- Mixada nos Larrabee Sound Studios (North Hollywood, Los Angeles)
- Masterizada em Bernie Grundman Mastering (Hollywood, Califórnia)

Pessoal
- Doja Cat: vocais, composição
- Tizhimself: composição, produção
- Kool Kojak: composição; produção
- Lydia Asrat: composição
- David Sprecher: composição
- Rian Lewis: gravação
- MacGregor Leo: gravação
- Jaycen Joshua: mixagem
- DJ Riggins: assistente de mixagem
- Mike Seaberg: assistente de mixagem
- Mike Bozzi: masterização

## Desempenho comercial

### Tabelas semanais
| Tabela musical (2019–2020)                 | Melhor posição |
| ------------------------------------------ | -------------- |
| Estados Unidos (Rolling Stone Trending 25) | 10             |
| Irlanda (IRMA)                             | 92             |
| Nova Zelândia (Hot 40 Singles)             | 13             |

## Certificações
| Região                                                         | Certificação | Vendas   |
| -------------------------------------------------------------- | ------------ | -------- |
| Brasil (Pro-Música Brasil)                                     | Ouro         | 20,000‡  |
| Estados Unidos (RIAA)                                          | Ouro         | 500,000‡ |
| ‡ Vendas+valores de streaming baseados apenas na certificação. |              |          |